# Pseudosuchia
Pseudosuchia is de naam die oorspronkelijk gegeven werd aan een parafyletische groep archosaurische reptielen. Later werd de naam gebruikt als aanduiding van een aantal klades maar vond als zodanig eerst nooit een brede acceptatie.
De naam Pseudosuchia, ofwel 'onechte krokodillen', werd voor het eerst gepubliceerd door Karl Alfred von Zittel in het kader van zijn Handbuch der Palaeontologie in de derde van de begeleidende studies van het deel Abteilung: Palaeozoologie, welke studies tussen 1887 en 1890 verschenen, als aanduiding voor een groep die drie soorten reptielen omvatte uit het Trias waarvan het hem duidelijk was dat ze wel wat op krokodillen leken maar het niet waren. Tegenwoordig worden er daarvan twee tot de Aetosauria gerekend; de derde was de sphenosuchiër Dyoplax.
In het midden van de twintigste eeuw kreeg het begrip een sterk verschillende inhoud, toen het in de toenmalige standaardwerken van Alfred Sherwood Romer (Vertebrate Paleontology) en Edwin Colbert (Evolution of the Vertebrates) werd gebruikt als een aanduiding van een onderorde van de Thecodontia. Thecodontia was zelf een parafyletische groep, bestaande uit de meeste archosauriërs minus geavanceerde groepen als de vogels, krokodilachtigen, dinosauriërs en pterosauriërs. Sommige thecodonten waren duidelijk erg primitief en werden daarom ondergebracht in de, ook al parafyletische, onderorde Proterosuchia. Er waren ook twee duidelijk afgescheiden groepen en dat werden de onderorden Phytosauria (of Parasuchia) en Aetosauria (Aetosuchia). De overigen werden ondergebracht in een restcategorie: de onderorde Pseudosuchia. Deze omvatte dus juist niet de aetosauriërs die het grootste deel van het bereik van Von Zittels oorspronkelijke concept hadden uitgemaakt. De inhoud bestond nu voornamelijk uit Ornithosuchia en Rauisuchia. Omdat men al vermoedde dat de krokodillen ergens uit deze groepen voortgekomen waren, was het taxon dus ook opzettelijk als parafyletisch ontworpen. Later werden allerlei soorten van (toen) onduidelijke herkomst ook bij de pseudosuchiërs ondergebracht, zoals bijvoorbeeld Longisquama, Euparkeria en Lagosuchus. Daardoor werd de groep zelfs polyfyletisch.
De moderne methode om de onderlinge verwantschap van levensvormen te bestuderen, de kladistiek, verwerpt parafyletische taxa: groepen moeten strikt monofyletisch zijn, dus bestaan uit alle afstammelingen van een bepaalde gemeenschappelijke voorouder. Dat leidde ertoe dat de namen van taxa die ooit opzettelijk als restcategorie geschapen waren, met deze 'kwade praktijk' geassocieerd en vermeden werden.
Toch zijn er enkele pogingen geweest om de term 'Pseudosuchia' binnen het kladistische systeem te brengen. Jacques Gauthier en Kevin Padian gaven in 1985 de eerste definitie als klade: de groep bestaande uit de krokodillen en alle archosauriërs nauwer verwant aan de krokodillen dan aan de vogels. In 1986 voegde Gauthier de kwalificaties 'bestaande' aan 'krokodillen' en 'uitgestorven' aan 'archosauriërs' toe om aan te geven dat hij uitging van een modern begrip van de Crocodilia, als kroongroep. In deze interpretatie is Pseudosuchia een synoniem van Paul Serenos Crurotarsi. Sereno beschouwt de term dus als overbodig en ze wordt in de literatuur dan ook weinig gebruikt. Toch gaf Phil Senter in 2005 opnieuw een materieel met die van Gauthier overeenkomende definitie van Pseudosuchia: de groep binnen de Archosauria bestaande uit de Crocodilia en alle soorten nauwer verwant aan de Crocodilia dan aan de Aves.
Michael Benton en James Clark gaven in 1988 een heel andere definitie als nodusklade: de groep bestaande uit de laatste gemeenschappelijke voorouder van de Rauisuchidae en de Aetosauria en al zijn afstammelingen. Ook deze definitie wordt weinig gebruikt en zou, anders dan Benton en Clark dachten, vermoedelijk de Crocodylomorpha omvatten — Von Zittel blijkt er achteraf toch niet zo slecht aan te hebben gedaan aetosauriërs en sphenosuchiërs in één groep te plaatsen — net als bij de definitie van Gauthier. Dit laatste wordt door Sereno gebruikt als een extra argument tegen de term: het zo volgens hem hoogst ongelukkig zijn een groep die de krokodillen omvat 'onechte krokodillen' te noemen.
In 2011 echter werd duidelijk dat de Crurotarsi binnen een traditionele opvatting, zonder de Avemetatarsalia, zelf mogelijk parafyletisch waren en werd de term Pseudosuchia toch weer populair.